# Loboscelis
Loboscelis is een geslacht van rechtvleugeligen uit de familie sabelsprinkhanen (Tettigoniidae). De wetenschappelijke naam van dit geslacht is voor het eerst geldig gepubliceerd in 1891 door Redtenbacher.

## Soorten
Het geslacht Loboscelis omvat de volgende soorten:
- Loboscelis bacatus Nickle & Naskrecki, 1999
- Loboscelis pilipes Redtenbacher, 1891